# Dionizy Secygniowski
Dionizy Secygniowski herbu Jelita (zm. 1576) − duchowny rzymskokatolicki, ukończył studia we Włoszech. Kanonik krakowski i kielecki. Od 1563 ordynariusz kamieniecki.
Był członkiem komisji do rewizji królewszczyzn na sejmie 1563/1564 roku. 
W 1573 roku potwierdził elekcję Henryka III Walezego na króla Polski.